# Simisola Shittu
Oluwasimisola «Simisola» Shittu (Londres, Inglaterra, 7 de noviembre de 1999) es un jugador de baloncesto canadiense que pertenece a la plantilla del Kolossos Rodou B.C. de la A1 Ethniki griega. Con 2,08 metros de estatura, juega en la posición de ala-pívot.

## Trayectoria deportiva

### Universidad
Tras participar en su etapa de high school en 2018 en los prestigiosos Jordan Brand Classic y McDonald's All-American, jugó una temporada con los Commodores de la Universidad de Vanderbilt, en la que promedió 10,9 puntos, 6,7 rebotes y 1,8 asistencias por partido. Al término de la temporada, se declaró elegible para el draft de la NBA, renunciando a los tres años que le quedaban como universitario.

#### Estadísticas
| Año     | Equipo     | PJ | PT | MPP  | %TC  | %3P  | %TL  | RPP | APP | ROB | TPP | PPP  |
| ------- | ---------- | -- | -- | ---- | ---- | ---- | ---- | --- | --- | --- | --- | ---- |
| 2018–19 | Vanderbilt | 32 | 31 | 26.7 | .468 | .056 | .576 | 6.7 | 1.8 | .7  | .5  | 10.9 |

### Profesional
Tras no ser elegido en el Draft de la NBA de 2019, jugó con Memphis Grizzlies las Ligas de Verano de la NBA, y en el mes de octubre acabó firmando con Chicago Bulls, con quienes apenas disputó unos minutos en un partido de pretemporada. Tras ser cortado, fue asignado a su filial en la G League, los Windy City Bulls.
El 24 de noviembre de 2021 firma por el Ironi Nes Ziona B.C. de la Ligat ha'Al. En Israel jugó 16 partidos. 
Volvió a la Ligas de Verano de la NBA en 2022 como parte de los Indiana Pacers. Luego de ello firmó un contrato con los Orlando Magic durante la pretemporada del equipo, pero fue apartado del plantel diez días después y enviado al filial Lakeland Magic de la G League.
El 31 de julio de 2023 firmó con el Limoges CSP de la LNB Pro A francesa.
El 20 de diciembre de 2023 firmó por el club griego Kolossos Rodou.

## Selección nacional
Shittu jugó para el seleccionado juvenil de baloncesto de Canadá en el Campeonato FIBA Américas Sub-16 de 2015 y en el Campeonato Mundial de Baloncesto Sub-17 de 2016.